# Pecinska, Smolean
Pecinska (în bulgară Печинска) este un sat în comuna Madan, regiunea Smolean,  Bulgaria. 

## Demografie
Componența etnică a satului Pecinska
     Turci (55,81%)
     Bulgari (9,3%)
     Nicio identificare (34,88%)
     Altele (0%)
La recensământul din 2011, populația satului Pecinska era de 43 locuitori. Din punct de vedere etnic, majoritatea locuitorilor (55,81%) erau turci, cu o minoritate de bulgari (9,3%). Pentru 34,88% din locuitori nu este cunoscută apartenența etnică.